# تريفور سارجنت
تريفور سارجنت (بالأيرلندية: Trevor Sargent) (و. 1960  م) هو سياسي أيرلندي.

## مناصب
تولى منصب Minister of State for Research & Development, Farm Safety and New Market Development ‏ (20 يونيو 2007–23 فبراير 2010)
- نائب دييل (14 يونيو 2007–1 فبراير 2011)[4]
- نائب دييل (6 يونيو 2002–26 أبريل 2007)[4]
- زعيم حزب (6 أكتوبر 2001–17 يوليو 2007)
- نائب دييل (26 يونيو 1997–25 أبريل 2002)[4]
- نائب دييل (14 ديسمبر 1992–15 مايو 1997).[4]

## التعليم
تعلم في The High School, Dublin ‏.